# Истланд (Тексас)
Истланд (енгл. Eastland) град је у америчкој савезној држави Тексас. По попису становништва из 2010. у њему је живело 3.960 становника.

## Демографија
Према попису становништва из 2010. у граду је живело 3.960 становника, што је 191 (5,1%) становника више него 2000. године.
| Група             | 2000.         | 2010.         |
| Белци             | 3.176 (84,3%) | 3.073 (77,6%) |
| Афроамериканци    | 68 (1,8%)     | 80 (2,0%)     |
| Азијати           | 5 (0,1%)      | 29 (0,7%)     |
| Хиспаноамериканци | 486 (12,9%)   | 729 (18,4%)   |
| Укупно            | 3.769         | 3.960         |